# Структура Щастя
Єлизаве́та Углач, більш відома під псевдонімом Структу́ра Ща́стя (нар. 18 вересня 2003, Княжичі, Броварський район, Київська область, Україна) — українська виконавиця електронної музики, композиторка та авторка пісень. Свою діяльність почала у 2020 році.

## Життя та творчість
Народилася 18 вересня 2003 року в селі Княжичі, на Київщині. Після дев'ятого класу Ліза пішла навчатись до театрального класу ім. Карпенка-Карого на акторку кіно й телебачення, що стало у пригоді для розв'язання проблеми страху перед сценою.
Дівчина займається музикою з 5 років, коли пішла у музичну школу, де грала на фортепіано. Один рік вона не закінчила, бо «не склалося з класикою».
|  | На 15 років мій старший брат подарував мені запис на студії його знайомого і я прямо загорілася бажанням знаходитись у цьому вайбі |

— зізналася Ліза на інтерв'ю СЛУХ.
Свою першу діяльність співачка почала у 2020 році, викладаючи в TikTok відео з треками.
В 2022 році співачка переробила рекламний джингл енергетику в трек «Revolution», пізніше написала пісню «Сидативи», яка розповсюдилася в мережі TikTok. 10 червня того ж року випустила сингл «Сидативи», котрий набрав більше 5 млн прослуховувань на Spotify, а 15 липня 2022 року — новий сингл «Друг», який разом з піснею «Сидативи» буде випущений в альбомі «Смуга».
26 серпня 2022 року співачка випускає альбом «Смуга», кількість прослуховувань треків «Сидативи», «Запам'ятай мої рядки» та «СМУГА» на Spotify станом на 15 лютого 2025 року перевищила 1 мільйон. Реліз альбому відбувся на київському лейблі Plan. На альбомі чотири пісні записані з новими виконавцями української сцени — Sad Novelist, «Марний», drimandr i хейтспіч. За їх участі записано найбільш скажений трек «Ти не встиг».
28 жовтня 2022 року виходить спільний з SadSvit трек «Силуети». Ця пісня стала найпопулярнішою серед всіх пісень Структури Щастя, кількість прослуховувань на Spotify станом на 15 лютого 2025 року перевищила 30 мільйонів. Також цей трек потрапив у Top-100 Україна на Spotify. 4 листопада вийшов спільний трек с київським гуртом «Апатія» під назвою «Ліпший день». 1 грудня Структура Щастя випустила ЕР під назвою «Система горя». 31 грудня того ж року — новий фіт «Мандарина 2023» з виконавцем BRYKULETS.
3 березня 2023 року вийшов новий фіт «RAGDOLL» з виконавцем ARCHEZ. 7 квітня — спільний з виконавцем Sad Novelist мініальбом «Ближче». 14 липня вийшов ремікс на пісню «Друг» від Xenje. У липні того ж року Структура Щастя взяла участь у фестивалі «Файне місто» у Львові, виручені кошти якого збиралися для бійців бригади «Азов». 26 липня співачку оголосили амбасадоркою проєкту EQUAL Україна від Spotify. 8 вересня артистка випустила трек під назвою «Біль від дотиків». 13 жовтня 2023 року виконавиця випустила свій другий альбом «ВОВК».
31 січня 2024 року Ліза Углач повідомила про закриття проєкту. Про це артистка написала в сторіз Instagram:
|  | проєкт «Структура Щастя» припиняє своє існування на невизначений період. Я вдячна всім вам за підтримку, за вашу присутність в моєму житті і за все що ви зробили для мене. всіх люблю будь ласка, бережіть себе. |

Але вже 19 липня 2024 року Єлизавета випустила сингл «Тривожний». Того ж місяця виконавиця також стала учасницею фестивалю Atlas United. 8 листопада 2024 року випустила новий мініальбом під назвою «Що спільного між вороном і кроликом?». Туди потрапив минулий сингл «Тривожний».
18 квітня 2025 року виконавиця випустила спільний трек «хіба собі я ворог?» з Renie Cares, 6 червня — новий альбом «Структура».

## Видалені релізи
Структура Щастя на початку своєї творчості створювала музику російською, але після початку повномасштабного вторгнення перейшла на українську мову. У 2023 авторка видалила всі офіційні релізи своїх російськомовних пісень, хоча треки можна знайти в інтернеті.

## Дискографія

### Студійні альбоми
- «СМУГА» (2022)
- «ВОВК» (2023)
- «СТРУКТУРА» (2025)

### Міні-альбоми та ЕР
- «Удобрение для злых людей» (2020)
- «Система горя» (2022)
- «Ближче» (2023) спільно з Sad Novelist
- «Що спільного між вороном і кроликом?» (2024)

### Сингли
- «Сидативи» (2022)
- «Друг» (2022)
- «Силуети» (2022) спільно з SadSvit
- «Біль від дотиків» (2023)
- «Тривожний» (2024)

### Позаальбомні сингли
- «Лесбиянство (не) модно» (2021)
- «Не киевская» (2021)
- «НСТФ» (2021)
- «MDMA» (2021)
- «Ліпший день» (2022) спільно з Апатія
- «Мандарина 2023» (30 грудня 2022) спільно з BRYKULETS
- «RAGDOLL» (2023) спільно з ARCHEZ
- «хіба собі я ворог» (2025) спільно з Renie Cares